# Список кантри-хитов № 1 1978 года (Billboard)

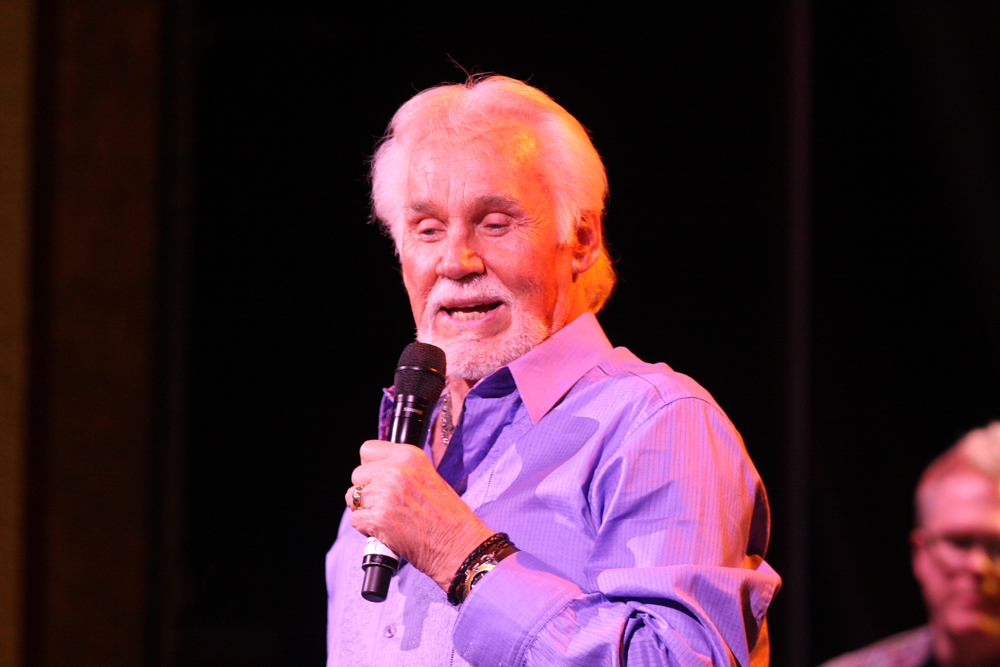
Кенни Роджерс имел три хита номер один в 1978 году

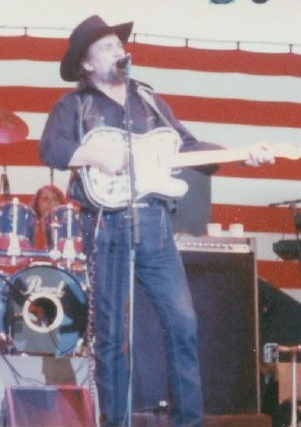
В 1978 году Уэйлон Дженнингс провел на первом месте в общей сложности семь недель

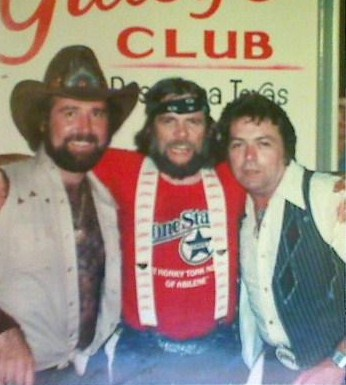
Джонни Пейчек (в центре) возглавил чарт со своей знаковой песней «Take This Job and Shove It»

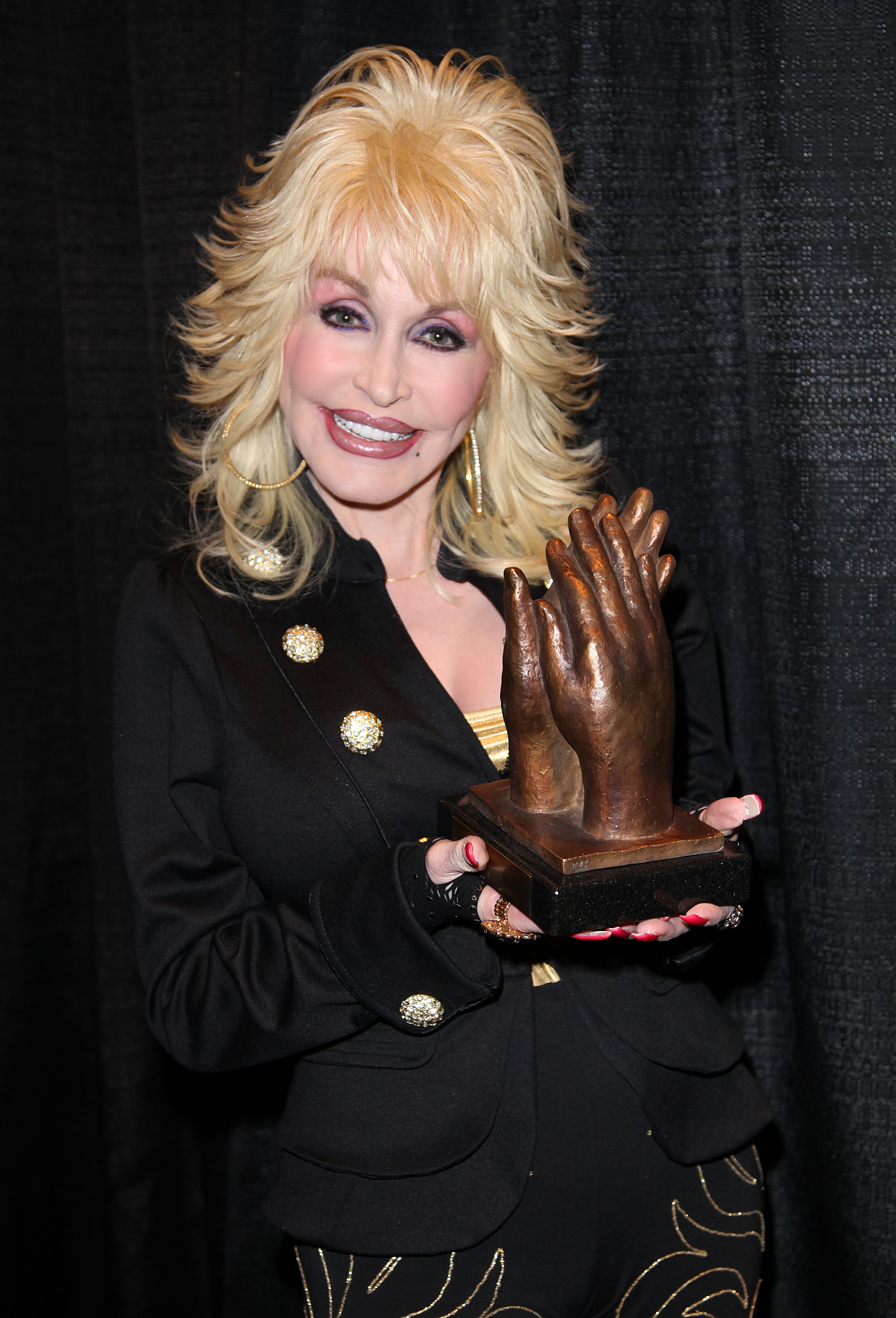
У Долли Партон было два хит-парада, которые в сумме провели пять недель на первом месте

Список кантри-хитов № 1 1978 года включает самые популярные песни жанра кантри-музыки, которые возглавляли американский хит-парад Hot Country Songs журнала Billboard в 1978 году.
В 52 номерах журнала за этот год в чарте под старым названием Hot Country Singles всего 31 сингл побывали на первом месте. Чарт был составлен на основе плей-листов, предоставленных радиостанциями, специализирующимися на кантри-музыке, и отчетов о продажах, предоставленных магазинами.
Несколько первых номеров 1978 года принадлежат исполнителям, относящимся к так называемому поджанру «аутлоу-кантри», который возник как более жесткая альтернатива «гладким» продюсерским ценностям, характерным для кантри-музыки начала 1970-х годов. Два наиболее ярких представителя стиля «аутлоу», Уэйлон Дженнингс и Вилли Нельсон совместно записали самый продолжительный номер один года «Mammas Don’t Let Your Babies Grow Up to Be Cowboys», который провёл четыре недели на вершине чарта; каждый из них также достиг первого места по отдельности. В общей сложности Дженнингс провел на первом месте семь недель, что является самым большим показателем среди всех исполнителей. Нельсон стал одним из двух артистов (вторым был Кенни Роджерс), которому удалось в течение года вывести на первое место три разных сингла: он также достиг первого места со своими записями двух песен времен Второй мировой войны — «Georgia on My Mind» и «Blue Skies», взятых с альбома Stardust, на котором он исполнил целый ряд поп-стандартов.

## Список
| Дата        | Песня                                                | Исполнитель                      | Ссылка |
| ----------- | ---------------------------------------------------- | -------------------------------- | ------ |
| 7 января    | «Take This Job and Shove It»                         | Johnny Paycheck                  | [ 10 ] |
| 14 января   | «Take This Job and Shove It»                         | Johnny Paycheck                  | [ 11 ] |
| 21 января   | «What a Difference You've Made in My Life»           | Ронни Милсап                     | [ 12 ] |
| 28 января   | «Out of My Head and Back in My Bed»                  | Лоретта Линн                     | [ 13 ] |
| 4 февраля   | «Out of My Head and Back in My Bed»                  | Лоретта Линн                     | [ 14 ] |
| 11 февраля  | «I Just Wish You Were Someone I Love»                | Larry Gatlin                     | [ 15 ] |
| 18 февраля  | «Don't Break the Heart That Loves You»               | Margo Smith                      | [ 16 ] |
| 25 февраля  | «Don't Break the Heart That Loves You»               | Margo Smith                      | [ 17 ] |
| 4 марта     | «Mammas Don't Let Your Babies Grow Up to Be Cowboys» | Уэйлон Дженнингс и Вилли Нельсон | [ 18 ] |
| 11 марта    | «Mammas Don't Let Your Babies Grow Up to Be Cowboys» | Уэйлон Дженнингс и Вилли Нельсон | [ 19 ] |
| 18 марта    | «Mammas Don't Let Your Babies Grow Up to Be Cowboys» | Уэйлон Дженнингс и Вилли Нельсон | [ 20 ] |
| 25 марта    | «Mammas Don't Let Your Babies Grow Up to Be Cowboys» | Уэйлон Дженнингс и Вилли Нельсон | [ 21 ] |
| 1 апреля    | «Ready for the Times to Get Better»                  | Кристал Гейл                     | [ 22 ] |
| 8 апреля    | «Someone Loves You Honey»                            | Чарли Прайд                      | [ 23 ] |
| 15 апреля   | «Someone Loves You Honey»                            | Чарли Прайд                      | [ 24 ] |
| 22 апреля   | «Every Time Two Fools Collide»                       | Кенни Роджерс и Дотти Уэст       | [ 25 ] |
| 29 апреля   | «Every Time Two Fools Collide»                       | Кенни Роджерс и Дотти Уэст       | [ 26 ] |
| 6 мая       | «It's All Wrong, But It's All Right»                 | Долли Партон                     | [ 27 ] |
| 13 мая      | «It's All Wrong, But It's All Right»                 | Долли Партон                     | [ 28 ] |
| 20 мая      | «She Can Put Her Shoes Under my Bed (Anytime)»       | Johnny Duncan                    | [ 29 ] |
| 27 мая      | «Do You Know You Are My Sunshine»                    | The Statler Brothers             | [ 30 ] |
| 3 июня      | «Do You Know You Are My Sunshine»                    | The Statler Brothers             | [ 31 ] |
| 10 июня     | «Georgia on My Mind»                                 | Вилли Нельсон                    | [ 32 ] |
| 17 июня     | «Two More Bottles of Wine»                           | Эмили Харрис                     | [ 33 ] |
| 24 июня     | «I'll Be True to You»                                | The Oak Ridge Boys               | [ 34 ] |
| 1 июля      | «It Only Hurts for a Little While»                   | Margo Smith                      | [ 35 ] |
| 8 июля      | «I Believe in You»                                   | Mel Tillis                       | [ 36 ] |
| 15 июля     | «Only One Love in My Life»                           | Ронни Милсап                     | [ 37 ] |
| 22 июля     | «Only One Love in My Life»                           | Ронни Милсап                     | [ 38 ] |
| 29 июля     | «Only One Love in My Life»                           | Ронни Милсап                     | [ 39 ] |
| 5 августа   | «Love or Something Like It»                          | Kenny Rogers                     | [ 40 ] |
| 12 августа  | «You Don’t Love Me Anymore»                          | Eddie Rabbitt                    | [ 41 ] |
| 19 августа  | «Talking in Your Sleep»                              | Кристал Гейл                     | [ 42 ] |
| 26 августа  | «Talking in Your Sleep»                              | Кристал Гейл                     | [ 43 ] |
| 2 сентября  | «Blue Skies»                                         | Вилли Нельсон                    | [ 44 ] |
| 9 сентября  | «I’ve Always Been Crazy»                             | Уэйлон Дженнингс                 | [ 45 ] |
| 16 сентября | «I’ve Always Been Crazy»                             | Уэйлон Дженнингс                 | [ 46 ] |
| 23 сентября | «I’ve Always Been Crazy»                             | Уэйлон Дженнингс                 | [ 47 ] |
| 30 сентября | «Heartbreaker»                                       | Долли Партон                     | [ 48 ] |
| 7 октября   | «Heartbreaker»                                       | Долли Партон                     | [ 49 ] |
| 14 октября  | «Heartbreaker»                                       | Долли Партон                     | [ 50 ] |
| 21 октября  | «Tear Time»                                          | Dave & Sugar                     | [ 51 ] |
| 28 октября  | «Let's Take the Long Way Around the World»           | Ронни Милсап                     | [ 52 ] |
| 4 ноября    | «Sleeping Single in a Double Bed»                    | Barbara Mandrell                 | [ 53 ] |
| 11 ноября   | «Sleeping Single in a Double Bed»                    | Barbara Mandrell                 | [ 54 ] |
| 18 ноября   | «Sleeping Single in a Double Bed»                    | Barbara Mandrell                 | [ 55 ] |
| 25 ноября   | «Sweet Desire» / «Old Fashioned Love»                | The Kendalls                     | [ 56 ] |
| 2 декабря   | «I Just Want to Love You»                            | Эдди Рэббитт                     | [ 57 ] |
| 9 декабря   | «On My Knees»                                        | Чарли Рич и Janie Fricke         | [ 58 ] |
| 16 декабря  | «The Gambler»                                        | Кенни Роджерс                    | [ 59 ] |
| 23 декабря  | «The Gambler»                                        | Кенни Роджерс                    | [ 60 ] |
| 30 декабря  | «The Gambler»                                        | Кенни Роджерс                    | [ 61 ] |

### Комментарии
1. ↑  Outlaw country — поджанр американской кантри-музыки, созданный небольшой группой иконоборческих исполнителей 1970-х - начала 1980-х годов, известных под общим названием "движение вне закона", которые боролись за свою творческую свободу и добились ее вне истеблишмента Нэшвилла, диктовавшего звучание большинства кантри-музыки той эпохи. Вилли Нельсон, Уэйлон Дженнингс, Джонни Кэш, Крис Кристофферсон и Дэвид Аллан Коу были одними из наиболее коммерчески успешных представителей этого движения[3][4][5] Это движение зародилось как реакция на ловкое производство и ограничивающие структуры нэшвиллского звука, разработанный такими продюсерами звукозаписи, как Чет Аткинс[4][6].
2. ↑  «Двусторонний хит» single